# Charles Weinberger
Charles Weinberger   (Viena, 3 d'abril de 1861 - Viena, 1 de novembre de 1939), nom complet Karl Rudolf Michael, també anomenat Carl Weinberger, fou un compositor d'opereta austríac.
En Ginebra fou deixeble del profesor Henri Kling; també del director d'orquestra Ciril Wolf, de Viena. Weinberger va cofundar la Unió d'Autors dramàtics i compositors de Viena, i de la Societat d'autors, compositors i editors.

## Obra
- Pagenstreiche, opereta en tres actes (1888);
- D. Ulan (1891);
- Lach. Erb. (1892);
- D. Karlsschülerin (1894);
- Prima Ballerina (1895);
- D. Schmetterl (1896);
- D. Mlum.-Mary (1897);
- Adam u. Eva (1899);
- De Diva (1900);
- D. gewisse Etw. (1901);
- D. romant, Frau  (1911);
- D. Frechling (1913);
- Drei arme Teufel, opereta en tres actes (1916);
- Der Liebensinsel, opereta en tres actes (1919);
- Der Adjutant; Angeler i  Begehr, totes tres en un acte.
- Schlaraffenl (1905);
- D. Hut, pantomima (1910);
- Sonnwendzauberei, peça amb cant i ball (1926);
- Eine Nachtmanover, sainet en tres actes, lletra de B. Buchbinder (1926),
- E. patent, Kerl peça en un acte, lletra de Schury.